# Jonathan Erdmann
Jonathan Erdmann (Potsdam, 12 maart 1988) is een Duits volleyballer en beachvolleyballer. In die laatste discipline werd hij tweemaal Duits kampioen en won hij een bronzen medaille bij de wereldkampioenschappen. Daarnaast nam hij eenmaal deel aan de Olympische Spelen.

## Carrière

### Zaal
Erdmann begon in 1998 bij WSG Potsdam Waldstadt met volleybal in de zaal. Vervolgens speelde hij voor het jeugdteam VC Olympia Berlin voordat hij in 2006 de overstap maakte naar Netzhoppers Königs Wusterhausen dat gepromoveerd was naar de Bundesliga. Met die club eindigde hij in het seizoen 2008/09 als vierde in het klassement. In het seizoen 2010/11 speelde hij bij SV Lindow-Gransee in de tweede divisie en in 2019/20 wederom bij de Netzhoppers in de Bundesliga. Het seizoen daarop was hij actief voor Kieler TV in de tweede divisie.

### Beach

#### 2004 tot en met 2011
Erdmann begon in 2004 met beachvolleybal en speelde zijn eerste toernooien bij de junioren met Erik Weber en Marcus Benthien. Met Stefan Windscheif eindigde hij als vierde bij de Europese kampioenschappen onder de 18 in Mysłowice. Een jaar later herhaalden ze dat resultaat bij de wereldkampioenschappen onder de 19 in Saint-Quay-Portrieux. In 2006 werd Erdmann met Winscheif Europees kampioen onder de 20 in Ankara en met Marvin Klass wereldkampioen onder de 19 op Bermuda. Met Tilo Backhaus eindigde hij verder als negende bij de WK onder de 21 in Mysłowice. Het daaropvolgende seizoen debuteerde hij met Klass in de FIVB World Tour bij het Open-toernooi van Zagreb. Bij de EK onder de 20 in Scheveningen eindigden ze als vijfde. Met Windscheif won hij bovendien brons bij de WK onder de 21 in Modena. In 2008 behaalde Erdmann met Klass een negende plaats bij de WK onder de 21 in Brighton en met Windscheif werd hij vierde bij de EK onder de 23 in Espinho. Het jaar daarop speelde hij drie wedstrijden in de mondiale competitie met Windscheif met een zevende plaats in Rome en negende plaats in Shanghai als resultaat.
Vervolgens wisselde Erdmann gedurende het seizoen van partner naar Kay Matysik met wie hij tot en met 2016 een team zou vormen. In 2009 nam het duo nog deel aan zes reguliere toernooien in de World Tour met een dertiende plaats in Kristiansand als hoogste klassering. Daarnaast deden ze mee aan de WK in Stavanger waar ze na twee nederlagen en een overwinning in de groepsfase strandden. Bij de nationale kampioenschappen werden ze vierde. Het daaropvolgende seizoen waren ze actief op tien internationale toernooien waarbij ze driemaal als negende eindigden (Rome, Stavanger en Klagenfurt). Met Marcus Popp deed hij verder mee aan het Open-toernooi van Marseille. In 2011 kwamen Erdmann en Matysik bij twaalf reguliere toernooien op het mondiale niveau tot zeven toptienklasseringen. Het duo eindigde als vierde in Stare Jabłonki, als vijfde in Mariehamn, als zevende in Shanghai en Agadir en als negende in Gstaad, Moskou en Quebec. Bij de WK bereikten ze de achtste finale die verloren gingen tegen het Letse duo Jānis Šmēdiņš en Mārtiņš Pļaviņš en bij de EK in Kristiansand wonnen ze het zilver achter hun landgenoten Jonas Reckermann en Julius Brink.

#### 2012 tot en met 2016
Het jaar daarop namen Erdmann en Matysik deel aan negen toernooien in de World Tour. Ze behaalden daarbij zes vijfde plaatsen (Brasilia, Peking, Moskou, Rome, Berlijn en Klagenfurt) en een negende plaats (Shanghai). Bij de EK in Scheveningen ging het tweetal als groepswinnaar door naar de achtste finales waar ze werden uitgeschakeld door de Nederlanders Emiel Boersma en Daan Spijkers. Verder deden ze mee aan de Olympische Spelen in Londen. Daar bereikten ze de achtste finale die verloren werd van het Braziliaanse duo Alison Cerutti en Emanuel Rego. Ze sloten het seizoen af met het behalen van de Duitse titel ten koste van Eric Koreng en Alexander Walkenhorst. In 2013 kwamen ze bij acht reguliere FIVB-toernooien tot zeven toptienklasseringen: twee vijfde (Rome en Gstaad) en vijf negende plaatsen (Fuzhou, Shanghai, Corrientes, Berlijn en São Paulo). Bij de WK in Stare Jabłonki wonnen Erdmann en Matysik het brons; nadat ze de halve finale verloren van latere kampioenen Alexander Brouwer en Robert Meeuwsen, waren ze in de troostfinale te sterk voor Alison en Emanuel. Bij de EK in Klagenfurt eindigde het duo als vijfde nadat ze in de kwartfinale werden uitgeschakeld door de Italianen Daniele Lupo en Paolo Nicolai.
Het daaropvolgende seizoen bereikten ze bij de EK in Cagliari de achtste finale waar Walkenhorst en Windscheif te sterk waren. In de World Tour behaalde het tweetal bij acht toernooien onder meer een derde plaats in Shanghai, een vierde plaats in Gstaad en vijfde plaatsen in Den Haag en Klagenfurt. Bovendien werden ze in Timmendorfer Strand voor de tweede keer Duits kampioen door Sebastian Fuchs en Thomas Kaczmarek in de finale te verslaan. In 2015 namen Erdmann en Matysik deel aan acht mondiale wedstrijden waaronder de WK in Nederland waar ze in de achtste finale werden uitgeschakeld door het Amerikaanse duo John Hyden en Tri Bourne. Bij de overige toernooien kwamen ze tot onder meer een derde plek in Moskou, een vierde plek in Olsztyn en een vijfde plek in Stavanger. Daarnaast eindigde Erdmann met Popp als negende in Luzern. Met Clemens Wickler deed hij verder mee aan de EK in Klagenfurt waar ze in de tussenronde strandden tegen Walkenhorst en Windscheif. Bij de NK werden Erdmann en Matysik tweede achter Wickler en Armin Dollinger. Het jaar daarop speelden Erdmann en Matysik acht wedstrijden in de mondiale competitie met een tweede plaats in Fortaleza als beste resultaat. Bij de EK in Biel/Bienne bleven ze tegen de Noren Morten Kvamsdal en Christian Sørum in de tussenronde steken. Na het mislopen van de Olympische Spelen in Rio de Janeiro gingen Erdmann en Matysik uit elkaar. Erdmann speelde dat jaar nog met verschillende partners. Met Windscheif werd hij negende bij de Klagenfurt Major en met Kaczmarek werd hij opnieuw nationaal vize-kampioen achter Markus Böckermann en Lars Flüggen.

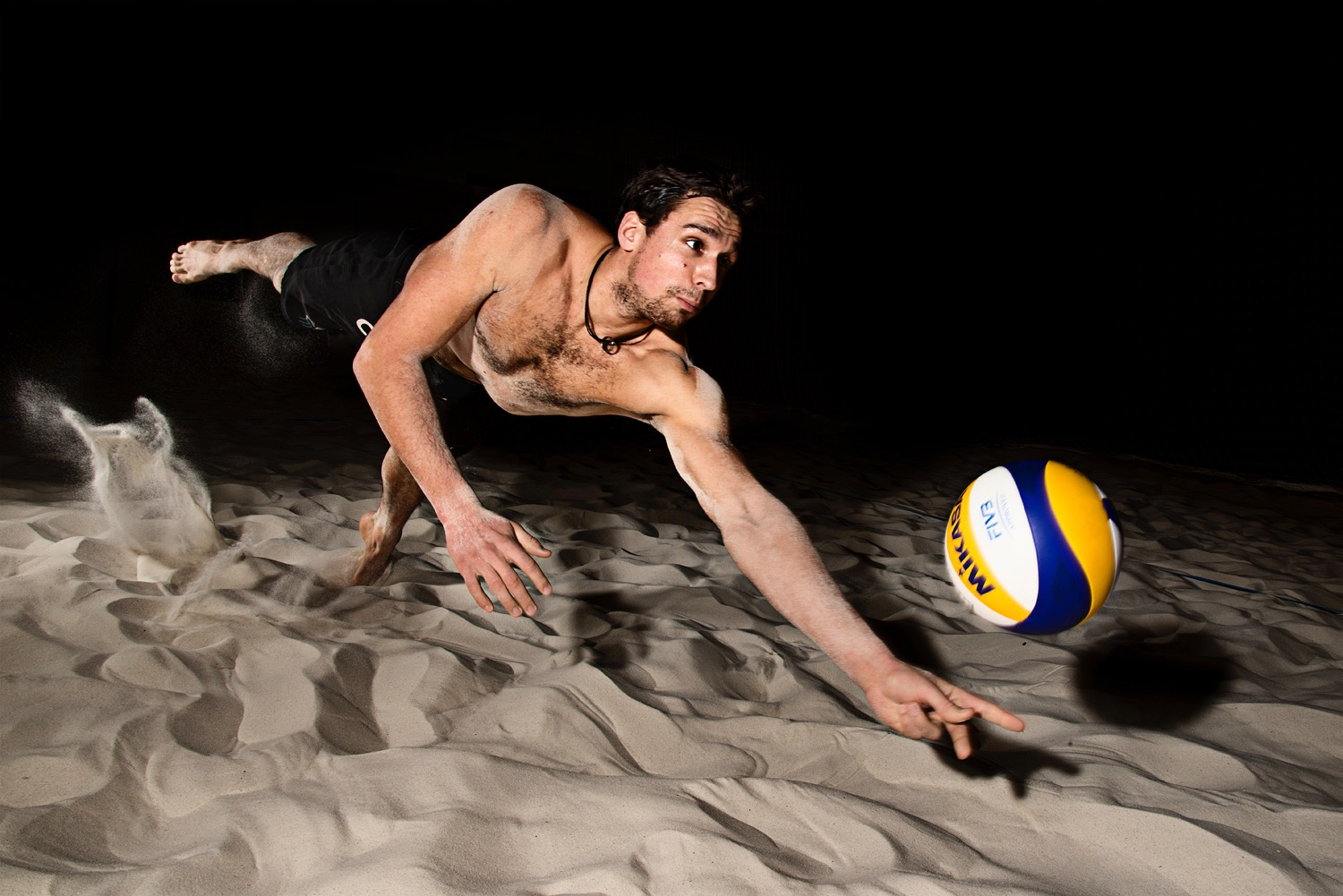
Erdmann in actie tijdens een fotoshoot (2018)

#### 2017 tot en met 2021
In 2017 partnerde Erdmann met Dollinger. Ze waren actief op acht reguliere toernooien in de World Tour. Daarbij behaalden ze onder meer een vierde plaats in Xiamen en een negende plaats op Kish. Bij de EK in Jūrmala strandde het duo na drie nederlagen in de groepsfase. Zowel bij de World Tour Finals in Hamburg als de NK eindigden ze als negende. Vervolgens vormde Erdmann anderhalf jaar een team met Max Betzien. Het eerste seizoen namen ze deel aan acht internationale toernooien met een vierde plaats in Jinjiang en een vijfde plaats in Tokio als beste resultaat. Bij de NK werden ze eveneens vijfde. In 2019 kwamen ze bij vijf FIVB-toernooien niet verder dan twee vijf-en-twintigste plaatsen. Halverwege het jaar wisselde Erdmann van partner naar Sven Winter. Met hem deed hij mee aan de WK in eigen land – uitgeschakeld in de tussenronde door Ondřej Perušič en David Schweiner uit Tsjechië – en speelde hij nog vier andere internationale wedstrijden met een vijfde plaats in Jūrmala als beste resultaat. Bij de Duitse kampioenschappen werden ze tweede achter de tweelingbroers Bennet en David Poniewaz. Sinds 2020 speelt Erdmann met Theo Timmermann in de Duitse competitie en in 2021 werden ze negende bij de NK.

## Palmares
Kampioenschappen
- 2006:  EK U20
- 2006:  WK U19
- 2007:  WK U21
- 2011: 9e WK
- 2011:  EK
- 2012: 9e OS
- 2012:  NK
- 2013:  WK

- 2014:  NK
- 2015: 9e WK
- 2015:  NK
- 2016:  NK
- 2019:  NK

FIVB World Tour
- 2014:  Grand Slam Shanghai
- 2015:  Grand Slam Moskou
- 2016:  Fortaleza Open